# Reagentario
Per reagentario chimico o reagentario si intende sia un armadio sia un magazzino in cui sono conservati i reagenti chimici di un laboratorio.
Per entrambi questi tipi di reagentari sono previste particolari norme di costruzione che variano a seconda della pericolosità, e in generale delle caratteristiche, dei reagenti conservati. Queste norme vanno dai materiali di costruzione al tipo di sistema di aerazione ai sistemi di sicurezza.
Il termine reagentario può anche riferirsi alla gamma di reagenti a disposizione del laboratorio.